# Голдман, Эрик
Эрик Голдман (род. 15 апреля 1968 года в Мадисоне, Висконсин) — профессор школы права Университета Санта-Клары и директор Института права высоких технологий. Он является видным специалистом в области информационного права и права интеллектуальной собственности, журнал Managing IP признал его «лидером мысли интеллектуальной собственности», также его отметил наградой отдел интеллектуальной собственности Адвокатской палаты Калифорнии.

## Биография
Голдман был одним из первых преподавателей информационного права в юридических школах, выпустив свой первый курс в 1995—1996 учебном году. Он также является соавтором (с Ребеккой Ташнет из Школы права университета Джорджтаун) первого сборника прецедентов по рекламному и маркетинговому праву для сообщества юридической школы.
Голдман также пишет для влиятельного блога по технологическому праву и маркетингу, который охватывает информационное право, интеллектуальная собственность, и право рекламы. Блог получил несколько наград, в том числе с 2009 года ежегодно попадает в список Blawg 100 от ABA Journal.
Среди других проектов Голдмана веб-сайт DoctoredReviews.com, предназначенный для борьбы с попытками врачей скрывать отзывы пациентов. Голдман является членом совета директоров Public Participation Project, группы лоббирования федерального законодательства против исков блокирования общественного участия. Также Голдман предоставляет консультации по авторскому праву Justin.tv и вместе с Electronic Frontier Foundation написал сообщение Amicus curiae в деле 1-800 Contacts против WhenU.com, Inc.
Перед тем как начать преподавать в Университете Санта-Клары, он был доцентом на юридическом факультете Университета Маркетта, главным юрисконсультом Epinions.com и поверенным в технологических сделках Cooley LLP.

## Публикации
- Search Engine Bias and the Demise of Search Engine Utopianism, Yale Journal of Law & Technology (abstract), 8, SSRN: 188, Spring 2006.
- Deregulating Relevancy in Internet Trademark Law, Emory Law Journal (abstract), 54, SSRN: 507, 2005.
- Warez Trading and Criminal Copyright Infringement, Journal of Copyright Society (abstract), 51, USA: SSRN: 395, 2004.
- Wikipedia's Labor Squeeze and its Consequences, Journal of Telecommunications and High Technology Law (abstract), 8, USA: SSRN: 157, 2010.